# Kutamandarakan
Kutamandarakan is een bestuurslaag in het regentschap Kuningan van de provincie West-Java, Indonesië. Kutamandarakan telt 844 inwoners (volkstelling 2010).